# Miguel Piñera

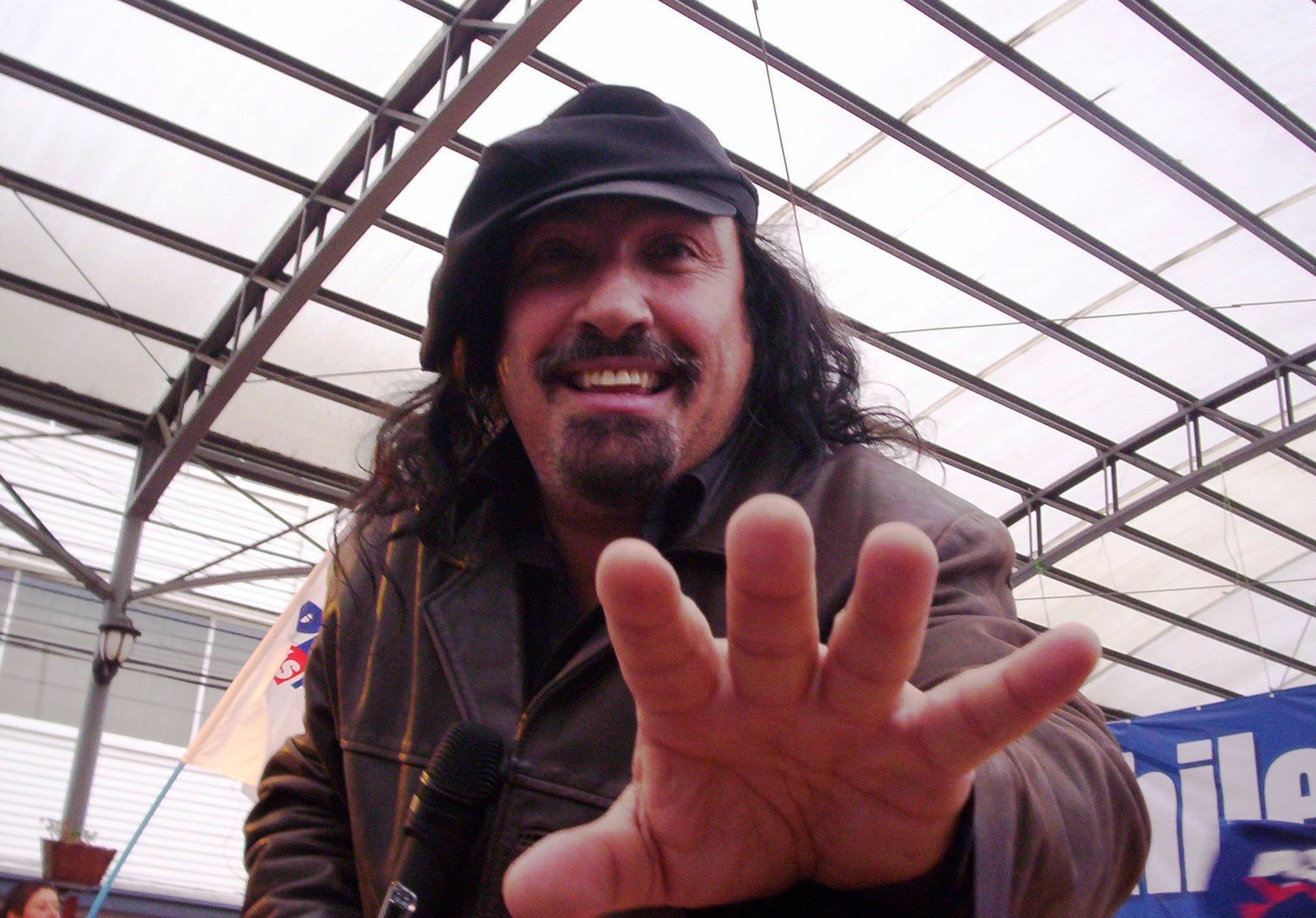
Miguel Piñera

José Miguel Carlos Piñera Echenique (Negro Piñera; * 18. Oktober 1954 in Santiago de Chile; † 28. Februar 2025 im Temuco) war ein chilenischer Nachtclubbetreiber und Sänger.

## Leben und Wirken
Piñera war ein Sohn des Diplomaten und Politikers José Piñera Carvallo. Seine Geschwister waren die Politiker José Piñera Echenique und Pablo Piñera sowie Sebastián Piñera, der von 2010 bis 2014 sowie 2018 bis 2022 Präsident von Chile war. Er verbrachte einen Teil seiner Jugend in Belgien und den USA, wo sein Vater als chilenischer Botschafter eingesetzt war. Nachdem er sein Studium in Chile beendet hatte, unternahm er eine Reise durch Amerika und gründete in den USA eine Band namens Hot Chile.
1981 kehrte er nach Chile zurück und erhielt sofort große Aufmerksamkeit, als er in der Fernsehsendung Vamos a ver vom Moderator Raúl Matas als Musiker, der aus den USA kommt, und jüngster Sohn von Don José Piñera vorgestellt wurde. Sein erstes Album Miguel Piñera y Fusión Latina wurde beim Label SyM der Schwestern Sonia und Myriam von Schrebler veröffentlicht. In den Jahren 1982–83 hatte er großen Erfolg mit eingängigen Titeln wie La luna llena. 1983 wurde er zum Festival de Viña del Mar eingeladen, wo er jedoch keine Resonanz erzielte. Er setzte zwar seine Aktivitäten als Musiker fort, konnte aber an seine Erfolge nicht mehr anknüpfen.
Ab 1984 arbeitete Piñera als Manager verschiedener Nachtclubs, darunter des Entrenegros, das er Mitte der 1990er Jahre mit dem Musiker Miguelo betrieb. In den nächsten Jahren war er vor allem wegen verschiedener Skandale in den Schlagzeilen. Im Jahr 2010 beteiligte er sich an dem Programm Bailando por un sueño; im gleichen Jahr veröffentlichte er das Album Bicentenario mit Beiträgen mehrerer chilenischer Musiker.